# BAFTA
Britanska akademija filmske i televizijske umetnosti (engl. The British Academy of Film and Television Arts), skraćeno BAFTA, britanska je organizacija koja dodeljuje nagrade filmovima, televizijskim programima i interaktivnim medijima jednom godišnje.

## O organizaciji
BAFTA je osnovana 16. aprila 1947. godine kao Britanska filmska akademija. Njeni osnivači bili su brojni slavni filmski umetnici, uključujući Dejvida Lina, Kerola Rida, Aleksandra Kordu i Lorensa Olivija. Cilj organizacije bilo je ojačavanje filmske industriju koja je oslabila nakon Drugog svetskog rata. Godine 1958. akademija se spojila sa organizacijom The Guild of Television Producers and Directors, da bi 1976. godine konačno postala BAFTA.
Sedište organizacije nalazi se u Pikadiliju u Londonu, a sama nagrada ima oblik bronzane maske po uzoru na pozorište. BAFTA danas broji 6.500 članova i finansira se putem pretplata, individualnih donacija i različitih fondacija i partnerstava.
Amanda Beri je izvršni direktor organizacije od 2000. godine, a trenutni predsednik je princ Vilijam.

## Nagrade

### Filmska BAFTA
Svečana dodela nagrade BAFTA od 2008. godine održava se u Kraljevskoj kući opere u Londonu. Sve do 2002. godine nagrada se dodeljivala u aprilu ili maju, ali ceremonija je pomerena za februar, kako bi prethodila dodeli Oskara. Da bi film bio uzet u razmatranje, mora biti prikazan u Ujedinjenom Kraljevstvu najkasnije sedam dana pre dodele nagrada. BAFTA za film trenutno se dodeljuje u sledećim kategorijama:
- BAFTA za najbolji film (od 1948)
- BAFTA za najbolji britanski film (od 1948)
- BAFTA za najbolji strani film (od 1948)
- BAFTA za najboljeg glumca u glavnoj ulozi (od 1968)
- BAFTA za najbolju glumicu u glavnoj ulozi (od 1968)
- BAFTA za najboljeg glumca u sporednoj ulozi (od 1969)
- BAFTA za najbolju glumicu u sporednoj ulozi (od 1969)
- BAFTA za buduću zvezdu (od 2006)
- BAFTA za najbolju režiju (od 1969)
- BAFTA za najbolji adaptirani scenario (od 1984)
- BAFTA za najbolji originalni scenario (od 1984)
- BAFTA za najbolji animirani film (od 2006)
- BAFTA za najbolji dokumentarni film (1948–1989, 2012−)
- BAFTA za najbolju fotografiju (od 1969)
- BAFTA za najbolji zvuk (od 1969)
- BAFTA za najbolju filmsku muziku (od 1969)
- BAFTA za najbolju scenografiju (od 1969)
- BAFTA za najbolju kostimografiju (od 1969)
- BAFTA za najbolju montažu (od 1978)
- BAFTA za najbolje vizuelne efekte (od 1983)
- BAFTA za najbolju šminku (od 1983)
- BAFTA za najbolji kratki film (od 1980)
- BAFTA za najbolji kratki animirani film (od 1990)
- BAFTA za životno delo (od 1971)
- BAFTA za doprinos britanskoj kinematografiji (od 1979)

### Televizijska BAFTA
Dodela nagrade BAFTA za najbolje televizijske programe obično se održava u aprilu ili maju, a nagrada se dodeljuje u sledećim kategorijama:
- BAFTA za najbolju dramsku seriju (od 1992)
- BAFTA za najbolju humorističku seriju ili emisiju (od 1981)
- BAFTA za najbolju komediju situacije (od 1973)
- BAFTA za najboljeg glumca u televizijskoj seriji (od 1955)
- BAFTA za najbolju glumicu u televizijskoj seriji (od 1955)
- BAFTA za najboljeg sporednog glumca u televizijskoj seriji (od 2010)
- BAFTA za najbolju sporednu glumicu u televizijskoj seriji (od 2010)
- BAFTA za najbolju glumicu u humorističkoj seriji (od 2010)
- BAFTA za najboljeg glumca u humorističkoj seriji (od 2010)

## Spoljašnje veze
- Zvanični veb-sajt
- Baza podataka BAFTA nagrada